# Нью-Трір (Міннесота)
Нью-Трір (англ. New Trier) — місто (англ. city) в США, в окрузі Дакота штату Міннесота. Населення — 86 осіб (2020).

## Географія
Нью-Трір розташований за координатами 44°36′15″ пн. ш. 92°55′58″ зх. д. / 44.60417° пн. ш. 92.93278° зх. д. (44.604079, -92.932876).  За даними Бюро перепису населення США в 2010 році місто мало площу 0,54 км², уся площа — суходіл. В 2017 році площа становила 0,47 км², уся площа — суходіл.

## Демографія
Згідно з переписом 2010 року, у місті мешкало 112 осіб у 41 домогосподарстві у складі 34 родин. Густота населення становила 209 осіб/км².  Було 42 помешкання (78/км²).
Расовий склад населення:
| - 97,3 % — білих - 0,9 % — корінних американців - 0,9 % — чорних або афроамериканців |

До двох чи більше рас належало 0,9 %. Частка іспаномовних становила 0,0 % від усіх жителів.
За віковим діапазоном населення розподілялося таким чином: 25,9 % — особи молодші 18 років, 65,2 % — особи у віці 18—64 років, 8,9 % — особи у віці 65 років та старші. Медіана віку мешканця становила 35,4 року. На 100 осіб жіночої статі у місті припадало 100,0 чоловіків;  на 100 жінок у віці від 18 років та старших — 97,6 чоловіків також старших 18 років.
Середній дохід на одне домашнє господарство  становив 81 119 доларів США (медіана — 61 250), а середній дохід на одну сім'ю — 85 514 долари (медіана — 61 250). За межею бідності перебувало 2,1 % осіб, у тому числі 0,0 % дітей у віці до 18 років та 0,0 % осіб у віці 65 років та старших.
Цивільне працевлаштоване населення становило 67 осіб. Основні галузі зайнятості: освіта, охорона здоров'я та соціальна допомога — 20,9 %, виробництво — 19,4 %, роздрібна торгівля — 11,9 %, транспорт — 7,5 %.